# Jump Super Stars
Jump Super Stars (ジャンプスーパースターズ?, Janpu Sūpā Sutāzu) è un picchiaduro 2D per Nintendo DS. È stato sviluppato da Ganbarion e pubblicato da Nintendo l'8 agosto 2005 in Giappone, e nella stessa data è stata messa in commercio una nuova colorazione del Nintendo DS, il rosso. La possibilità di avere questo gioco tradotto per l'Europa o in America è molto bassa visto che ci sono vari problemi di copyright: di fatto, in Europa e in America diverse case editrici possiedono i diritti per i manga all'interno del gioco, mentre in Giappone tutti appartengono alla casa editrice Jump.
Il gioco possiede un seguito intitolato Jump Ultimate Stars il quale supporta la Nintendo Wi-Fi Connection ed è stato messo in commercio il 23 novembre 2006.

## Modalità di gioco
Jump Super Stars include personaggi del settimanale giapponese di manga Shōnen Jump. Il gioco ha un gameplay simile a Super Smash Bros., anche se, a differenza di SSB, i personaggi possono essere sconfitti anche senza mandarli fuori dallo stage. Il gioco supporta il multiplayer da 2 fino a 4 persone e ha diverse decine di missioni.
"Koma" è il termine usato per indicare la vignetta che occupa il personaggio, che può essere da 1 fino a 7 quadrati, posti nello schermo inferiore del Nintendo DS. Il Deck (mazzo) è composto da 20 quadrati (4 x 5) che il giocatore può riempire con i suoi "koma".
Ci sono diversi tipi di koma: help koma, support koma e battle koma.
- Gli help koma sono i soli ad essere grossi un solo quadrato. Il loro scopo è quello di potenziare i personaggi in campo, ma non appaiono sullo schermo durante il loro utilizzo;
- i support koma sono grossi da due a tre quadrati. I personaggi di questi koma appariranno sullo schermo per aiutare il battle koma, sia per fare un attacco, sia per fargli guadagnare energia e per altri scopi;
- i battle koma sono grossi da quattro fino a sette quadrati. Questi koma rappresentano il personaggio che il giocatore controlla sullo schermo di gioco, inoltre, il giocatore può cambiare da personaggio a personaggio premendo un altro battle koma sul touch screen.

Il giocatore può creare e salvare dieci koma decks (mazzi koma) che devono avere almeno un help koma, un support koma e un battle koma per essere validi e poter essere usati in una battaglia. Ci sono inoltre dei deck predefiniti dal gioco che il giocatore può utilizzare ma non può modificare né eliminare. Inoltre è possibile scambiare i deck personalizzati tra amici, anche se quelli che lo ricevono non possono modificarli.
Durante la creazione di un deck è possibile aumentare le capacità offensive e vitali di un personaggio posizionandogli accanto un personaggio a lui affine.

## Lista dei personaggi catalogati per serie
Note: gli "affini" servono solo per potenziare il personaggio. Inoltre "tipo" indica il livello più alto del personaggio, questo perché se avremo il battle koma di un dato personaggio, ci saranno anche i relativi support koma e help koma. Di seguito la lista di tutti i personaggi in questo gioco:
| Nome                               | Manga d'appartenenza          | Tipo                | Affine 1             | Affine 2           |
| ---------------------------------- | ----------------------------- | ------------------- | -------------------- | ------------------ |
| Renji Abarai                       | Bleach                        | Help koma           | N/A                  | N/A                |
| Haruko Akagi                       | Slam Dunk                     | Help koma           | N/A                  | N/A                |
| Takenori Akagi                     | Slam Dunk                     | Help koma           | N/A                  | N/A                |
| Reiko Akimoto                      | Kochikame                     | Support koma        | Kankichi Ryotsu      | Keiichi Nakagawa   |
| Allen Walker                       | D.Gray-man                    | Battle koma         | River Wenham         | Rabi               |
| Saruno Amakuni                     | Mr. Fullswing                 | Support koma        | Mikado Ushio         | Nagi Torii         |
| Misa Amane                         | Death Note                    | Help koma           | N/A                  | N/A                |
| Amidamaru                          | Shaman King                   | Help koma           | N/A                  | N/A                |
| Mamori Anezaki                     | Eyeshield 21                  | Help koma           | N/A                  | N/A                |
| Hao Asakura                        | Shaman King                   | Support koma        | Yoh Asakura          | Anna Kyōyama       |
| Yoh Asakura                        | Shaman King                   | Battle koma         | Tao Ren              | Manta Oyamada      |
| Keigo Atobe                        | Prince of Tennis              | Help koma           | N/A                  | N/A                |
| Beauty                             | Bobobo-bo Bo-bobo             | Help koma           | N/A                  | N/A                |
| Biscuit Kruger                     | Hunter × Hunter               | Help koma           | N/A                  | N/A                |
| Mago Nero                          | Yu-Gi-Oh!                     | Help koma           | N/A                  | N/A                |
| Bobobo-bo Bo-bobo                  | Bobobo-bo Bo-bobo             | Battle koma         | Beauty               | Softon             |
| Bulma                              | Dragon Ball                   | Help koma           | N/A                  | N/A                |
| Butterfly                          | Busō Renkin                   | Help koma           | N/A                  | N/A                |
| Captain Bravo                      | Busō Renkin                   | Help koma           | N/A                  | N/A                |
| Cerberos                           | Eyeshield 21                  | Help koma           | N/A                  | N/A                |
| Dende                              | Dragon Ball                   | Help koma           | N/A                  | N/A                |
| Dengaku Man                        | Bobobo-bo Bo-bobo             | Help koma           | N/A                  | N/A                |
| Dio Brando                         | Le bizzarre avventure di JoJo | Battle koma         | Hao Asakura          | Butterfly          |
| Don Patchi                         | Bobobo-bo Bo-bobo             | Battle koma         | Hatenkou             | Ko Patchi          |
| Dr. Mashirito                      | Dr. Slump                     | Battle koma         | Youichi Hiruma       | Butterfly          |
| Ryoma Echizen                      | Prince of Tennis              | Support koma        | Kunimitsu Tezuka     | Takeshi Momoshiro  |
| Effort                             | Shōnen Jump                   | Special Help Koma   | N/A                  | N/A                |
| Eve                                | Black Cat                     | Battle koma         | Train Heartnet       | Sven Vollfied      |
| Exodia il Proibito                 | Yu-Gi-Oh!                     | Help koma           | N/A                  | N/A                |
| Friendship                         | Shōnen Jump                   | Special Help Koma   | N/A                  | N/A                |
| Shusuke Fuji                       | Prince of Tennis              | Support koma        | Kunimitsu Tezuka     | Sadaharu Inui      |
| Gon Freecss                        | Hunter × Hunter               | Battle koma         | Biscuit Kruger       | Hisoka             |
| Gotenks                            | Dragon Ball                   | Battle koma         | Goku                 | Piccolo            |
| Gyorai Girl                        | Bobobo-bo Bo-bobo             | Help koma           | N/A                  | N/A                |
| J.Lo Zeppeli                       | Steel Ball Run                | Support koma        | Johnny Joestar       | Naruto Uzumaki     |
| Jirou Hame                         | Pyū to fuku! Jaguar           | Help koma           | N/A                  | N/A                |
| Hammer                             | Pyū to fuku! Jaguar           | Support koma        | Takana Shirakawa     | Isao Kondou        |
| Heppokomaru                        | Bobobo-bo Bo-bobo             | Support koma        | Bobobo-bo Bo-bobo    | Beauty             |
| Sakura Haruno                      | Naruto                        | Battle koma         | Sasuke Uchiha        | Tsunade            |
| Taizou Hasegawa                    | Gintama                       | Help koma           | N/A                  | N/A                |
| Kakashi Hatake                     | Naruto                        | Battle koma         | Naruto Uzumaki       | Jiraiya            |
| Hatenkou                           | Bobobo-bo Bo-bobo             | Help koma           | N/A                  | N/A                |
| Higure Shineruo                    | Kochikame                     | Help koma           | N/A                  | N/A                |
| Yoichi Hiruma                      | Eyeshield 21                  | Support koma        | Mamori Anezaki       | Cerberos           |
| Hisoka                             | Hunter × Hunter               | Help koma           | N/A                  | N/A                |
| Horohoro                           | Shaman King                   | Help koma           | N/A                  | N/A                |
| Hiei                               | Yu degli spettri              | Support koma        | Urameshi Yusuke      | Kurama             |
| Kenshin Himura                     | Rurouni Kenshin               | Battle koma         | Kaoru Kamiya         | Sagara Sanosuke    |
| Tōshirō Hitsugaya                  | Bleach                        | Help koma           | N/A                  | N/A                |
| Hinata Hyuga                       | Naruto                        | Support koma        | Naruto Uzumaki       | Neji Hyuga         |
| Neji Hyuga                         | Naruto                        | Support koma        | Naruto Uzumaki       | Hinata Hyuga       |
| Sadaharu Inui                      | Prince of Tennis              | Help koma           | N/A                  | N/A                |
| Mei Inukai                         | Mr. Fullswing                 | Help koma           | N/A                  | N/A                |
| Jaguar Junichi                     | Pyū to fuku! Jaguar           | Battle koma         | Takana Shirikawa     | Jirou Hame         |
| Johnny Joestar                     | Steel Ball Run                | Help koma           | N/A                  | N/A                |
| Jiraiya                            | Naruto                        | Help koma           | N/A                  | N/A                |
| Juin (sigillo maledetto)           | Naruto                        | Help koma (Simbolo) | N/A                  | N/A                |
| Kagura                             | Gintama                       | Support koma        | Gintoki Sakata       | Shinpachi Shimura  |
| Kaoru Kaido                        | Prince of Tennis              | Support koma        | Takeshi Momoshiro    | Sadaharu Inui      |
| Kami-sama (Kami)                   | Dragon Ball                   | Help koma           | N/A                  | N/A                |
| Maestro Muten                      | Dragon Ball                   | Help koma           | N/A                  | N/A                |
| Kaoru Kamiya                       | Ruroni Kenshin                | Help koma           | N/A                  | N/A                |
| Katsura Kotaro                     | Gintama                       | Help koma           | N/A                  | N/A                |
| Takashi Kawamura                   | Prince of Tennis              | Help koma           | N/A                  | N/A                |
| Matoi Giboshi                      | Kochikame                     | Help koma           | N/A                  | N/A                |
| Eiji Kikumaru                      | Prince of Tennis              | Help koma           | N/A                  | N/A                |
| Killua Zoldick                     | Hunter × Hunter               | Support koma        | Gon Freecss          | Biscuit Kruger     |
| Satsuki Kitaoji                    | 100% fragola                  | Support koma        | Aya Tojo             | Junpei Manaka      |
| Sena Kobayakawa                    | Eyeshield 21                  | Support koma        | Tarou Raimon         | Suzuna Taki        |
| Kondo Isao                         | Gintama                       | Help koma           | N/A                  | N/A                |
| Ko Patchi                          | Bobobo-bo Bo-bobo             | Help koma           | N/A                  | N/A                |
| Rukia Kuchiki                      | Bleach                        | Support koma        | Ichigo Kurosaki      | Renji Abarai       |
| Jotaro Kujo                        | Le bizzarre avventure di JoJo | Battle koma         | Johnny Joestar       | Yusuke Urameshi    |
| Kurama                             | Yu degli spettri              | Support koma        | Yusuke Urameshi      | Hiei               |
| Kurapika                           | Hunter × Hunter               | Support koma        | Gon Freaks           | Leorio             |
| Crilin                             | Dragon Ball                   | Support koma        | Goku                 | Kami-sama          |
| Ryokan Kurita                      | Eyeshield 21                  | Support koma        | Sena Kobayakawa      | Yoichi Hiruma      |
| Ichigo Kurosaki                    | Bleach                        | Battle koma         | Kuchiki Rukia        | Shihouin Yoruichi  |
| Kazuma Kuwabara                    | Yu degli spettri              | Help koma           | N/A                  | N/A                |
| Anna Kyōyama                       | Shaman King                   | Battle koma         | Yoh Asakura          | Manta Oyamada      |
| Kyuubi (Volpe mitologica)          | Naruto                        | Help koma           | N/A                  | N/A                |
| L (Ryuzaki)                        | Death Note                    | Support koma        | Light Yagami         | Shikamaru Nara     |
| Leorio Paladiknight                | Hunter × Hunter               | Help koma           | N/A                  | N/A                |
| Junpei Manaka                      | 100% fragola                  | Help koma           | N/A                  | N/A                |
| Maria                              | Kochikame                     | Help koma           | N/A                  | N/A                |
| Yui Minamoto                       | 100% fragola                  | Support koma        | Tsukasa Nishino      | Junpei Manaka      |
| Takeshi Momoshiro                  | Prince of Tennis              | Support koma        | Ryoma Echizen        | Hanamichi Sakuragi |
| Monkey D. Rufy                     | One Piece                     | Battle koma         | Roronoa Zoro         | Usop               |
| Kazuki Muto                        | Busō Renkin                   | Battle koma         | Butterfly            | Captain Bravo      |
| Yugi Muto                          | Yu-Gi-Oh!                     | Battle koma         | Gon Freecss          | Bobobo-bo Bo-bobo  |
| Nail                               | Dragon Ball                   | Help koma           | N/A                  | N/A                |
| Keiichi Nakagawa                   | Kochikame                     | Support koma        | Kanchiki Ryotsu      | Daijiro Ohara      |
| Nami                               | One Piece                     | Battle koma         | Nico Robin           | Keiichi Nakagawa   |
| Shikamaru Nara                     | Naruto                        | Support koma        | Naruto Uzumaki       | Tsunade            |
| Nico Robin                         | One Piece                     | Battle koma         | Monkey D. Rufy       | Nami               |
| Tsukasa Nishino                    | 100% fragola                  | Support koma        | Aya Toujo            | Junpei Manaka      |
| Arale Norimaki                     | Dr. Slump                     | Battle koma         | Senbei Norimaki      | Goku               |
| Senbei Norimaki                    | Dr. Slump                     | Help koma           | N/A                  | N/A                |
| Obelisco del tiranno               | Yu-Gi-Oh!                     | Help koma           | N/A                  | N/A                |
| Daijiro Ohara                      | Kochikame                     | Support koma        | Kankichi Ryotsu      | Higure Shineruo    |
| Shuichiro Oishi                    | Prince of Tennis              | Help koma           | N/A                  | N/A                |
| Otae                               | Gintama                       | Help koma           | N/A                  | N/A                |
| Otose                              | Gintama                       | Help koma           | N/A                  | N/A                |
| Manta Oyamada                      | Shaman King                   | Help koma           | N/A                  | N/A                |
| Orecchini Potara                   | Dragon Ball                   | Help koma (oggetto) | N/A                  | N/A                |
| Piccolo                            | Dragon Ball                   | Battle koma         | Gohan                | Dende              |
| Piyo Hiko                          | Pyū to fuku! Jaguar           | Support koma        | Jaguar Junichi       | Pogii              |
| Pogii                              | Pyū to fuku! Jaguar           | Help koma           | N/A                  | N/A                |
| Rabi                               | D.Gray-man                    | Help koma           | N/A                  | N/A                |
| Taro Raimon                        | Eyeshield 21                  | Help koma           | N/A                  | N/A                |
| Ranbo                              | Katekyo Hitman Reborn!        | Support koma        | Tsuna & Reborn       | Kyoko Sasagawa     |
| River Wenhem                       | D.Gray-man                    | Help koma           | N/A                  | N/A                |
| Rock Lee                           | Naruto                        | Support koma        | Naruto Uzumaki       | Sakura Haruno      |
| Kaede Rukawa                       | Slam Dunk                     | Support koma        | Haruko Akagi         | Ryoma Echizen      |
| Kankichi Ryotsu                    | Kochikame                     | Battle koma         | Matoi Kinhoshi       | Maria              |
| Sanosuke Sagara                    | Rurouni Kenshin               | Support koma        | Yusuke Urameshi      | Kenshin Himura     |
| Saitō Hajime                       | Rurouni Kenshin               | Support koma        | Kenshin Himura       | Sagara Sanosuke    |
| Sakata Gintoki                     | Gintama                       | Battle koma         | Kotarou Katsura      | Taizo Hasegawa     |
| Hanamichi Sakuragi                 | Slam Dunk                     | Support koma        | Takenori Akagi       | Haruko Akagi       |
| Sanji                              | One Piece                     | Battle koma         | Roronoa Zoro         | Nami               |
| Kyoko Sasagawa                     | Katekyo Hitman Reborn!        | Help koma           | N/A                  | N/A                |
| Tsunayoshi Sawada (Tsuna) & Reborn | Katekyo Hitman Reborn!        | Battle koma         | Takeshi Yamamoto     | Kyoko Sasegawa     |
| Minasuki Saya                      | Black Cat                     | Help koma           | N/A                  | N/A                |
| Fagiolo Senzu                      | Dragon Ball                   | Help koma (oggetto) | N/A                  | N/A                |
| Service man                        | Bobobo-bo Bo-bobo             | Help koma           | N/A                  | N/A                |
| Shihouin Yoruichi                  | Bleach                        | Help koma           | N/A                  | N/A                |
| Shimura Shinpachi                  | Gintama                       | Support koma        | Gintoki Sakata       | Otae               |
| Hikaru Shindo & Fujiwara-no-Sai    | Hikaru no Go                  | Support koma        | Yoh Asakura          | Tsuna/Reborn       |
| Takana Shirakawa                   | Pyū to fuku! Jaguar           | Help koma           | N/A                  | N/A                |
| Slifer Drago del Cielo             | Yu-Gi-Oh!                     | Help koma           | N/A                  | N/A                |
| Softon                             | Bobobo-bo Bo-bobo             | Help koma           | N/A                  | N/A                |
| Son Gohan                          | Dragon Ball                   | Battle koma         | Piccolo              | Crilin             |
| Son Goku                           | Dragon Ball                   | Battle koma         | Son Gohan            | Son Goten          |
| Son Goten                          | Dragon Ball                   | Help koma           | N/A                  | N/A                |
| Misuzu Sotomura                    | 100% fragola                  | Help koma           | N/A                  | N/A                |
| Hiroshi Sotomura                   | 100% fragola                  | Help koma           | N/A                  | N/A                |
| Sven Vollfied                      | Black Cat                     | Support koma        | Train Heartnet       | Kakashi Hatake     |
| Taki Suzuna                        | Eyeshield 21                  | Help koma           | N/A                  | N/A                |
| Tao Ren                            | Shaman King                   | Help koma           | N/A                  | N/A                |
| Kunimitsu Tezuka                   | Prince of Tennis              | Support koma        | Shusuke Fuji         | Keigo Atobe        |
| The Golden Pair                    | Prince of Tennis              | Support koma        | Tezuka Kunimitsu     | Sadaharu Inui      |
| Tokoro Tennosuke (Jelly Jiggler)   | Bobobo-bo Bo-bobo             | Support koma        | Heppokomaru (Gasser) | L/Ryuzaki          |
| TonyTony Chopper                   | One Piece                     | Support koma        | Usop                 | Tsunade            |
| Nagi Tori                          | Mr. Fullswing                 | Help koma           | N/A                  | N/A                |
| Aya Toujo                          | 100% fragola                  | Support koma        | Hiroshi Sotomura     | Junpei Manaka      |
| Train Heartnet                     | Black Cat                     | Support koma        | Sven Vollfied        | Saya Minasuki      |
| Trunks                             | Dragon Ball                   | Help koma           | N/A                  | N/A                |
| Tsunade                            | Naruto                        | Help koma           | N/A                  | N/A                |
| Sasuke Uchiha                      | Naruto                        | Battle koma         | Naruto Uzumaki       | Kakashi Hatake     |
| Yusuke Urameshi                    | Yu degli spettri              | Battle koma         | Ichigo Kurosaki      | Kazuma Kuwabara    |
| Usop                               | One Piece                     | Support koma        | Monkey D. Rufy       | TonyTony Chopper   |
| Naruto Uzumaki                     | Naruto                        | Battle koma         | Sakura Haruno        | Jiraiya            |
| Vegeta                             | Dragon Ball                   | Battle koma         | Bulma                | Trunks             |
| Victory                            | Shōnen Jump                   | Special Help Koma   | N/A                  | N/A                |
| Drago alato di Ra                  | Yu-Gi-Oh!                     | Help koma           | N/A                  | N/A                |
| Light Yagami & Ryuk                | Death Note                    | Support koma        | L/Ryuzaki            | Misa Amane         |
| Takeshi Yamamoto                   | Katekyo Hitman Reborn!        | Help koma           | N/A                  | N/A                |
| Zangetsu                           | Bleach                        | Help koma           | N/A                  | N/A                |
| Roronoa Zoro                       | One Piece                     | Battle koma         | Monkey D. Rufy       | Sanji              |

Ci sono 160 personaggi in totale:
- 34 battle koma;
- 47 support koma;
- 74 help koma;
- 3 special koma.

## Stage di battaglia
Jump Super Stars include molti stage presi dai manga del gioco, qui di seguito la lista delle location:
| Manga                         | Stage di Battaglia                           |
| ----------------------------- | -------------------------------------------- |
| Black Cat                     | Cat Cafe                                     |
| Bleach                        | Execution Hill                               |
| Bobobo-bo Bo-bobo             | Don Patchi (Don Patch, Poppa Rocks) Fortress |
| Busō Renkin                   | Chouno's Lab                                 |
| Dragon Ball                   | Shenron (Shenlong)                           |
| Death Note                    | Shinigami World                              |
| D.Gray-man                    | Dark Religious Headquarters                  |
| Dr. Slump                     | Norimaki Household                           |
| Eyeshield 21                  | American Football Field                      |
| Gintama                       | Future Edo                                   |
| Hikaru no go                  | Celestial Go Board                           |
| Hunter × Hunter               | Hunter Exam Zeppelin                         |
| 100% fragola                  | Izumizaki School Festival                    |
| Le bizzarre avventure di JoJo | El Cairo                                     |
| Katekyo Hitman Reborn!        | City Street                                  |
| Kochikame                     | Katsushika Police Station                    |
| Mr. Fullswing                 | Baseball Field                               |
| Naruto                        | Valley of The End                            |
| One Piece                     | The Going Merry                              |
| Prince of Tennis              | Tennis Court                                 |
| Pyū to fuku! Jaguar           | Flutes Stage                                 |
| Rurouni Kenshin               | Kamiya Dojo                                  |
| Shaman King                   | Gates to Babylon                             |
| Shōnen Jump                   | Construction Site                            |
| Shōnen Jump                   | Forest                                       |
| Shōnen Jump                   | Manga Page                                   |
| Shōnen Jump                   | Manga Page Final                             |
| Shōnen Jump                   | Open Plains                                  |
| Slam Dunk                     | Shohoku Gym                                  |
| Steel Ball Run                | Mexico                                       |
| Yu-Gi-Oh!                     | Egyptian Temple                              |
| Yu degli spettri              | Dark Tournament Stadium                      |

## Vendite
Nella prima settimana di uscita del gioco in Giappone, Jump Super Stars ha venduto 220,912 copie (su 543.884 totali), diventando il gioco che ha venduto di più e più velocemente fino al lancio di Animal Crossing: Wild World.